# Jan Włoch
Jan Włoch SVD (ur. 27 sierpnia 1914 w Pączewie, zm. 21 września 1940 w Mauthausen-Gusen) – polski kleryk katolicki, Sługa Boży Kościoła katolickiego.
Pochodził z ubogiej rolniczej rodziny. 29 sierpnia 1914 roku został ochrzczony, a do Pierwszej Komunii Świętej przystąpił 15 sierpnia 1926.
W 1928 roku wstąpił Niższego Seminarium Misyjnego Księży Werbistów w Górnej Grupie, a po zdaniu matury w 1937 roku wstąpił nowicjatu w Chludowie.
Po wybuchu II wojny światowej, 25 stycznia 1940, Niemcy internowali wszystkich przebywających w Domu Misyjnym duchownych i utworzyli obóz przejściowy dla zakonników i księży z okolicy. 19 maja złożył w trybie przyśpieszonym pierwsze śluby zakonne.
Aresztowany został 22 maja 1940 roku i przewieziony do Fortu VII w Poznaniu i dalej do hitlerowskiego obozu koncentracyjnego Dachau (KL) (zarejestrowany pod numerem 11088), a stamtąd 2 sierpnia do Mauthausen-Gusen (zarejestrowany pod numerem 7303). W obozie 8 września 1940 złożył drugie śluby zakonne.
Zmarł wyniszczony ciężką pracą i chorobami na placu apelowym.
Jest jednym z 122 Sług Bożych, wobec których 17 września 2003 roku rozpoczął się proces beatyfikacyjny drugiej grupy męczenników z okresu II wojny światowej. 23 kwietnia 2008 roku zamknięto proces rogatoryjny (diecezjalny etap procesu beatyfikacyjnego).

## Źródła internetowe
- Notatka biograficzna
- MARTYRS KILLED IN ODIUM FIDEI BY THE NAZIS DURING THE SECOND WORLD WAR (III) (poz. 29) (ang.)